# Société Saint-Jean-Baptiste de Montréal
La Société Saint-Jean-Baptiste de Montréal (SSJBM) est une organisation québécoise fondée par le journaliste Ludger Duvernay le 8 mars 1834, sous le nom initial de l'Association « Aide-toi et le ciel t'aidera ».

## Histoire

### Origines républicaines de la Société de Saint Jean Baptiste: Aide-toi et le Ciel t’aidera (1834-1843)
Ludger Duvernay, à l’origine de la SSJB commença sa carrière de journaliste au Spectateur Canadien en 1813. C’est là qu’il entra en relation avec Henri Mézière. Ce canadien, journaliste de la Gazette de Montréal de Fleury Mesplet, était passé au service de la France, au nom de ses idéaux républicains, de 1793 à la chute de Napoléon en 1815. Revenu au Canada, Mézière y diffusa l’idéologie républicaine « jacobine »,. Duvernay a gardé une certaine marque républicaine et révolutionnaire qui va marquer les origines de la SSJB.
Alors que la tension monte régulièrement entre la chambre d’Assemblée du Bas-Canada, où la majorité est entre les mains du Parti patriote, et la minorité dite « bureaucrate », appuyée sur l’administration et le pouvoir colonial, éclate, en 1830, la révolution à Paris (Trois Glorieuses) qui renverse les Bourbons. L’agitation pré-révolutionnaire avait été stimulée par une organisation d’opposition appelée Aide toi et le ciel t’aidera, fondée en 1827. Ludger Duvernay, alors directeur de la Minerve, marqua son soutien à cette révolution parisienne en réunissait des fonds canadiens qui furent envoyés à Paris pour le secours des victimes des combats,. Cette initiative rapproche Duvernay des réseaux républicains français, ceux du banquier Jacques Laffitte et du poète Pierre-Jean Béranger par l’intermédiaire d’expatriés ou exilés français rayonnant vers le Bas-Canada à partir des États-Unis,.
Le durcissement de la confrontation entre le Parti patriote et les autorités coloniales au Bas-Canada à partir de 1832 pousse les Patriotes à rechercher des formes d’affirmation symboliques nationales et républicaines à opposer au pouvoir impérial. Cette année, Ludger Duvernay et Daniel Tracey, sortant de prison, sont ovationnés par plusieurs milliers de sympathisant qui arborent pour la première fois le drapeau patriote en chantant la Marseillaise.
Sur cet élan, en 1834, Ludger Duvernay, associé notamment au libraire Édouard-Raymond Fabre (importateur de livres français) et au patriote irlandais Edmund Bailey O’Callaghan, donne naissance à une association, répondant au nom d'« aide toi et le ciel t’aidera », origine de la SSJB. Il y a assurément ici une inspiration des usages irlandais, organisés autour de la fête de Saint-Patrick, qui se répand au Bas-Canada avec l’immigration irlandaise. C’est en effet une célébration, la fête de Saint-Jean-Baptiste, « patron des Canadiens » (équivalent de Saint-Patrick), qui servira de prétexte à l’action de la société. À l'instar des autres sociétés nationales (anglaise, irlandaise, écossaise, allemande), l’Aide toi fut établie dans le but de stimuler le sentiment de solidarité nationale des Canadiens et de promouvoir tous les progrès de la nation canadienne-française mais sur une base qui restait ouverte aux individus d’autres origines.

Aide-toi le ciel t’aidera a initialement pour siège la librairie Fabre de Montréal, partenaire de la librairie Bossange de Paris, dont le propriétaire a participé à la révolution de 1830,. La librairie Fabre est aussi le siège d’un club parallèle des amis de Pierre Jean de Béranger, se consacrant à la diffusion et à l’adaptation de ses œuvres républicaines au Canada. Ces entreprises concourent à la politisation de la population alors que la tension monte entre les partisans de Louis-Joseph Papineau et le parti bureaucrate.

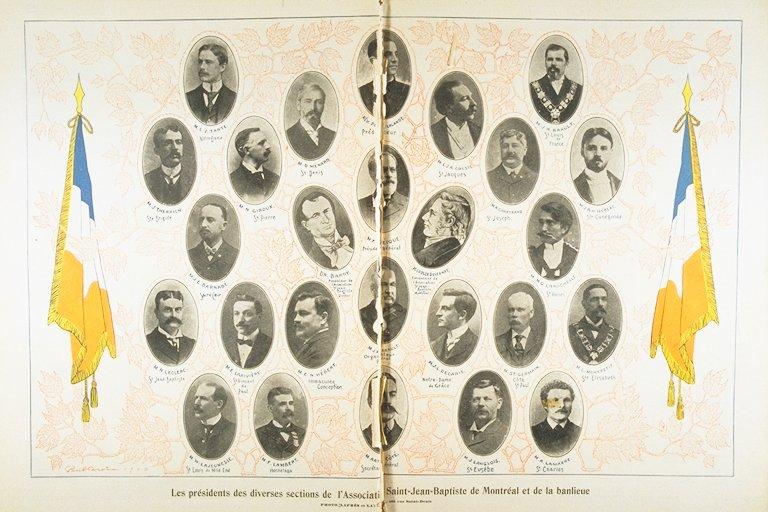
Les présidents des diverses sections de l'Association Saint-Jean-Baptiste de Montréal et de la banlieue. Image tirée de L'album universel, vol. 20 n° 61. pp. 186-187 (24 juin 1903)

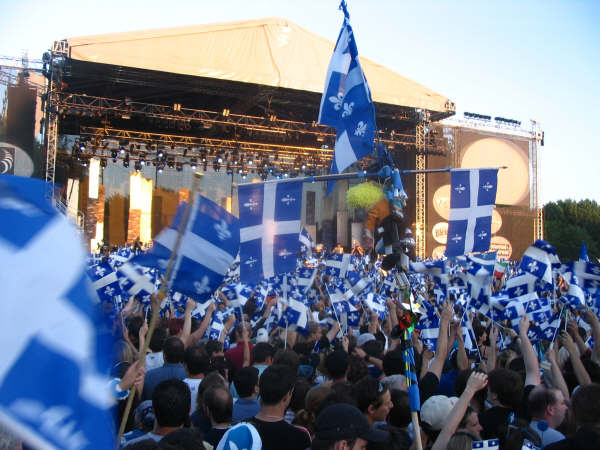
La Société Saint-Jean-Baptiste de Montréal est responsable de l'organisation des festivités de la Fête nationale du Québec dans la région de Montréal, dont le grand spectacle annuel au Parc Maisonneuve.

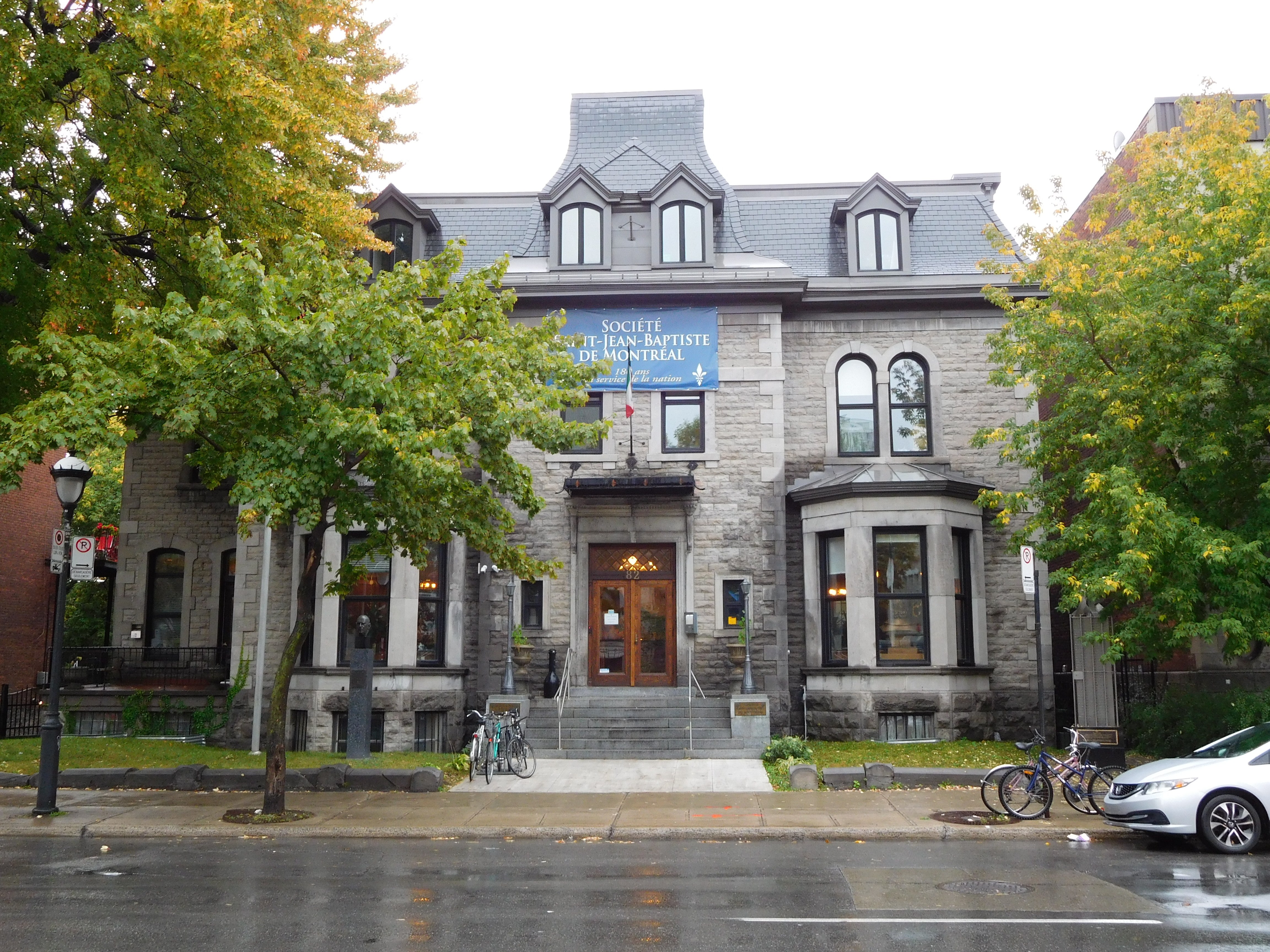
Maison Ludger-Duvernay
82, rue Sherbrooke Ouest

De 1834 à 1837, l’Aide toi le ciel t’aidera fonde ainsi, par ses banquets annuels, la tradition d’une fête nationale des Canadiens, sur la base d’une ancienne festivité populaire. Les membres se réunissent autour d’un consensus républicain, les Canadiens-français et ceux qui veulent former avec eux une nation politique au Bas-Canada : Les banquets sont entrecoupés de discours et d’hymnes où se mêlent éloges de la nation, de l’idéal républicain, des apologies du Parti patriote et des liens avec les Révolutions américaine et française ainsi qu’avec la cause irlandaise.
Les affrontements de 1837-1838 transporteront les célébrations de la société aux États-Unis durant l’exil de Ludger Duvernay et de nombre de Patriotes membres de l’Aide-Toi, entre 1837 et 1843.

### La Société nationale des Canadiens-français (1844-1960)
La défaite des Patriotes va changer la coloration idéologique de la Société qui prend son nom définitif de Société de Saint-Jean-Baptiste, en 1844. L’idéal de mobilisation populaire au service du commun se maintient mais réinterprété par les tendances idéologiques qui vont successivement marquer le Bas-Canada et plus largement le Canada-français : réformisme, libéralisme, conservatisme etc.
La société a obtenu que le 24 juin, jour de la Saint-Jean-Baptiste, soit déclaré fête nationale des Canadiens français en 1922.
Au cours de son histoire, l'organisation s'est investie dans toutes les sphères de la vie collective des Bas-Canadiens français, qui plus tard se diront « Canadiens français » et, finalement, « Québécois ». La société a, entre autres, joué un rôle déterminant dans la création de l'École des beaux-arts de Montréal, l'École des hautes études commerciales de Montréal, le Monument-National, et la Société nationale de fiducie. En 1899, elle crée la Caisse nationale d'économie et contribue à la mise sur pied de la Chambre de commerce de Montréal. La société a aussi créé plusieurs organismes pour aider sa mission, notamment la Fondation du prêt d'honneur (en 1944) et la Fondation J.-Donat-Langelier (en 1988).
Tôt dans son histoire, la société adopte la feuille d'érable comme emblème et se fait même le promoteur d'un hymne national canadien-français, qui deviendra le Ô Canada.
De nombreuses branches de la SSJB ont été créées par les Canadiens-Français, principalement au Québec, mais aussi dans les provinces anglophones du Canada et aux États-Unis. Par exemple, le premier chapitre de la SSJB en Alberta a été fondé en 1885 à Saint-Albert et Edmonton a vu son premier chapitre fondé le 8 avril 1894,.
Dans un contexte général de montée de l’antisémitisme au Canada (en), certaines sections de la SSJB ont soutenu un mouvement de grève contre l’embauche d'un interne juif, le Dr Sam Rabinovitch, à l’hôpital Notre-Dame à Montréal en 1934. Ce conflit s’inscrit dans un contexte de forte influence du clergé catholique qui contestait l’influence des laïcs dans les institutions universitaires et les hôpitaux qui en dépendaient. Bien que le mouvement de grève obtînt la démission du Dr Rabinovitch, il échoua à obtenir l’exclusion des juifs à l'Université de Montréal. L’épisode montre l’influence acquise durant les années 1930, en pleine crise économique, par le clergé et ses partisans dans la société québécoise, y compris à la SSJB, mais aussi ses limites.

### Au service de la nation québécoise (1960 à nos jours)
Depuis 1977, le 24 juin a été déclaré jour de la Fête nationale du Québec.
En 2005, la Société Saint-Jean-Baptiste de Montréal compte 14 sections dans la grande région de Montréal. Les sociétés sont associées au Mouvement national des Québécoises et des Québécois (MNQ) qui, de son côté, fédère 14 sociétés Saint-Jean-Baptiste ou sociétés nationales affiliées dans le reste du Québec.
Le fonds d'archives de la Société Saint-Jean-Baptiste-de-Montréal est conservé au centre d'archives de Montréal de Bibliothèque et Archives nationales du Québec.

### Hymne national
C'est à Québec qu'a eu lieu la première prestation du Ô Canada en 1880. Auparavant, la chanson Un Canadien errant (1842) avait chanté l'exil de la Rébellion des Patriotes, parmi laquelle il y avait de nombreux membres de la SSJB.

#### Hymne national du Québec
En juin 2011, la Société rend public Ô Kébèk, une proposition d'hymne national québécois. La chanson a été réalisée et cointerprétée par Raôul Duguay.

### Réalisations
Au fil du temps, la Société Saint-Jean-Baptiste a initié plusieurs projets importants pour le Québec :
- La fête nationale du Québec
- Les hautes études commerciales
- La Chambre de commerce
- La première caisse d’épargne
- La société nationale de fiducie
- Les premières mutuelles d’assurance
- Les prêts et bourses (prêt d’honneur)
- L’école des Beaux-Arts
- La première école technique
- Le Monument national
- La fédération nationale Saint-Jean-Baptiste (premier mouvement féministe à voir le jour au Québec)
- La Croix du Mont-Royal
- L’adoption du fleurdelisé comme drapeau du Québec
- L’adoption du français comme langue officielle du Québec

## Activités et actions politiques

### Mission de la Société Saint-Jean-Baptiste
La mission de la Société Saint-Jean-Baptiste se décline à travers les points suivants :
- Protéger l’intégrité territoriale du Québec ;
- Promouvoir l’indépendance politique, économique et culturelle du peuple québécois ;
- Favoriser la diffusion de l’éducation nationale, patriotique et civique du peuple québécois dans tous les domaines, tant culturel que social, économique et politique ;
- Défendre et promouvoir l’égalité des hommes et des femmes, la laïcité de l’État québécois et le français comme langue nationale ;
- Étudier et faire connaître l’évolution historique du peuple québécois, ses ambitions présentes et ses aspirations futures ;
- Faire la promotion des intérêts de ses membres.

### Manifestations contre Air Canada
Le 3 novembre 2021, Michael Rousseau, PDG d’Air Canada, une société assujettie à la Loi des langues officielles du Canada, livre un discours presque entièrement en anglais devant la Chambre de commerce du Montréal métropolitain. Il souligne avoir vécu à Montréal pendant 14 ans sans avoir à parler français, soulignant que c'est à tout « l’honneur » de la métropole francophone. Ces propos suscitent la controverse au sein de la classe politique québécoise et canadienne et a des échos dans la presse internationale. Le record de 2000 plaintes reçues par le Commissariat aux langues officielles du Canada dénote de l’ire que cela a suscité au sein de la population.
La Société Saint-Jean-Baptiste juge qu’Air Canada devrait être exemplaire et que le fait qu’une personne incapable de parler l’une des deux langues officielles se soit rendu à un poste aussi important est inacceptable. Elle organise donc le 13 novembre 2021, une manifestation pour exiger au conseil d’administration d’Air Canada de respecter leur propre politique linguistique ainsi que la langue officielle du Québec. Plusieurs personnalités publiques sont présentes dont des représentants du Parti québécois, de Québec solidaire et du Bloc québécois. La manifestation est couverte par le Wall Street Journal.
Cela s’inscrit dans un contexte où la Gouverneure générale du Canada ainsi que la directrice générale du Musée des beaux-arts du Canada sont unilingues anglophones.
Depuis la controverse, Michael Rousseau s'est engagé à apprendre le français, mais plusieurs années plus tard, il est toujours loin d'être à l'aise dans cette langue.

### Bilinguisme institutionnel, le combat pour l'application de la Loi 104
La Loi modifiant la Charte de la langue française (appelée « loi 104 ») est une loi présentée par le gouvernement Landry et votée à l’unanimité par l’Assemblée nationale en 2002 qui visait à ajuster la politique linguistique du Québec. La Société Saint-Jean-Baptiste a joué un rôle important dans la défense et l’application de cette loi. Notamment pour son article 1, qui est entré en vigueur 20 ans après son adoption en 2022.
La loi 104 visait principalement à effectuer des rectifications à la Charte de la langue française à la suite des recommandations des États généraux sur la situation et l'avenir de la langue française au Québec. Cette loi avait pour effet, par son premier article, de forcer l’administration de l’État québécois à s’adresser aux corporations et personnes morales du Québec en français uniquement, pour cesser ce que l’on qualifiait de « bilinguisme institutionnel ». Elle imposait également des critères rendant un enfant admissible à fréquenter une école anglophone subventionnée par l'État, un enjeu qui a été nommé « écoles passerelles ». Cette disposition a été contestée et a déclenché une saga juridique qui s’est rendu jusqu’à la Cour suprême du Canada. Cette dernière a invalidé la disposition concernant les écoles passerelles en octobre 2009.
La Société Saint-Jean-Baptiste, présidée par Mario Beaulieu, a dénoncé cette décision. Elle a par la suite organisé, le 12 avril 2010, un grand rassemblement pour dénoncer l’invalidation de la loi 104 par la Cour suprême. Cet événement organisé en collaboration avec 25 partenaires rassemblait au Monument national artistes, politiciens et citoyens qui ont pu participer à des prestations musicales et artistiques, pièces d’archives visuelles relatant l’histoire des débats linguistiques.
Plusieurs années après l’adoption de la Loi 104, l’article 1 n’était toujours pas appliqué. La SSJB a donc décidé de poser des actions sous la forme d’une campagne portant le nom d’Odyssée du Lys. Elle a posé symboliquement des fleurs de lys au bureau de la ministre responsable de la Protection et de la Promotion de la langue française, Marie Montpetit. La SSJB mettait peu de temps après, le gouvernement du Québec en demeure, lui envoyant un ultimatum pour appliquer la loi en janvier,. Le gouvernement n’ayant pas répondu à cette demande, la Société Saint-Jean-Baptiste intentait, le 19 janvier 2018, une poursuite contre le gouvernement Couillard pour le forcer à mettre en œuvre l’article 1 de la loi 104. Une pétition a par la suite été lancée en février 2018 par coalition de partis politiques, de syndicats et de groupes de défense de la langue française exiger que Québec communique seulement en français avec les corporations et les personnes morales. Elle a recueilli près de 10 000 signatures.
À la suite de l’élection de la Coalition Avenir Québec, l’Assemblée nationale a adopté à l’unanimité une résolution demandant l’application de l’article 1 de la Loi 104, en 2019. Le gouvernement a envoyé un communiqué en 2021, indiquant que la disposition allait s’appliquer en 2022.

### Autodétermination du Québec - Loi 99
En 2001, le gouvernement du Québec a adopté la Loi sur l'exercice des droits fondamentaux et des prérogatives du peuple québécois et de l'État du Québec (appelée « Loi 99 »). Celle-ci contredisait directement la Loi sur la clarté référendaire qui visait à encadrer le droit de sécession du Québec. La Loi 99, qui était qualifiée par la SSJB et plusieurs acteurs de « charte des droits politiques du Québec », visait à réaffirmer des principes démocratiques tels que la règle du 50%+1 (visée par la loi sur la clarté) et le principe selon lequel l’Assemblée nationale du Québec repose sur la volonté du peuple québécois.
La Loi 99 a été contestée en 2001 par l'ancien chef du Parti égalité, Keith Henderson. En 2013, alors que les délais se prolongeaient, le Canada, sous le gouvernement de Stephen Harper, s’est joint à la contestation en envoyant son procureur général. Le procès s’est finalement déroulé en mars 2017. La SSJB, représentée par son président Maxime Laporte, avait initialement demandé d’intervenir dans l’affaire, mais cette demande a été refusée par la Cour supérieure. La SSJB a contesté cette décision en la portant en appel. La Cour d’appel l’a autorisé à intervenir dans l’affaire devant la Cour supérieure. La Cour supérieure a finalement tranché en faveur du procureur général du Québec en reconnaissant la validité constitutionnelle de la Loi 99. Dans son rapport, la Cour reprend plusieurs arguments présentés par la SSJB. En mai 2018, Henderson porte la cause en appel. La SSJB est de nouveau autorisée à intervenir. En avril 2021, la Cour d’appel a rendu un jugement unanime pour déclarer que la Loi 99 était constitutionnelle. Henderson déclare ensuite ne pas avoir l'intention de porter la cause à la Cour suprême du Canada.

### Coalition pour l'histoire
La Coalition pour l’histoire a été fondée à l’initiative de la Société Saint-Jean-Baptiste en 2009 et vise à faire la promotion de la littératie historique des Québécois à tous les ordres d’enseignement (primaire, secondaire, collégial et universitaire). La Coalition est composée d’associations, d’organismes, d’enseignants, de chercheurs et de citoyens qui se sont regroupés pour dénoncer des coupures et l’orientation idéologique de l’enseignement en histoire au Québec annoncé par le gouvernement Charest. Parmi ses membres, outre la SSJB, se trouvent la Société des professeurs d’histoire du Québec (SPHQ), l’Association des professeures et des professeurs d’histoire des collèges du Québec (APHCQ), la Fondation Maurice-Séguin, la Société du patrimoine politique du Québec (SOPPOQ), le Mouvement national des Québécoises et des Québécois (MNQ), la Société historique de Montréal (SHM), la Société historique de Québec (SHQ), la Fondation Lionel-Groulx, la revue L'Action nationale et la Fédération Histoire Québec (FHQ).
La Coalition présentait une série de demandes concernant l’importance, le contenu et la manière d’enseigner l’histoire. Elle reprochait qu’on cherche à en évacuer le caractère politique et national et que plusieurs objectifs avaient peu ou pas de lien avec une bonne compréhension de la matière (on évaluait par exemple une compétence à « s’ouvrir à la diversité des sociétés et de leur territoire »). Le nombre d’heures pour l’enseignement de l’histoire avait diminué de moitié entre 1982 et 2010. La Coalition demandait également de revoir la formation des enseignants en histoire, l’ajout d’un cours d’histoire au parcours général du Cégep et que les milieux de la recherche et de la culture ouvrent des sections accordées à l’histoire. Ses actions comptaient des enquêtes faisant état de l’opinion des professeurs et de la population et des pétitions.
La Coalition a en partie eu gain de cause à la suite de l’élection du gouvernement Marois de 2012. Dans la réforme, le gouvernement annonçait entre autres que le cours d’Histoire et éducation à la citoyenneté serait remplacé par le cours Histoire du Québec et du Canada. En février 2013, la Coalition saluait également la décision d’introduire un cours d’histoire du Québec pour le Cégep, bien que la durée du mandat ne leur ait pas permis de l’appliquer. Le ministre de l’Enseignement supérieur Pierre Duchesne et la ministre de l’Éducation Marie Malavoy annonçaient également la création de trois chaires de recherche sur l’histoire du Québec dans les universités.
La Coalition s’est également opposée à l’intention du gouvernement Harper de changer le nom du pont Samuel-De Champlain par « pont Maurice-Richard ». Suggérant qu’un tel nom serait plus approprié, par exemple, pour un stade sportif.
Durant la campagne électorale de 2022, la Coalition pour l’histoire présentait une plateforme où elle présentait ses recommandations, dont la possibilité pour une personne ayant suivi une formation universitaire en histoire de devenir enseignant, l’adoption d’une politique de commémorations nationales et historiques, ainsi que la préservation et la mise en valeur des archives québécoises.

## Organisation de journées et de prix politiques et culturels

### Journées nationales
La Société organise des activités à l'occasion de plusieurs journées nationales annuelle, dont : 
- La Fête nationale du Québec
- La journée nationale des Patriotes
- Le jour du drapeau
- Le jour du souvenir

### Prix et titres
La Société remet annuellement des prix pour de nombreux accomplissements méritoires.
- Le Prix Patriote de l'année récompense le patriotisme et défense de la démocratie (1975-)
- La médaille d'argent Bene merenti de patria récompense le patriotisme (1923-)
- Le Prix Ludger-Duvernay, talent littéraire (1955-)
- Le Prix Olivar-Asselin, journalisme (1957-)
- Le Prix Calixa-Lavallée, musique (1962-)
- Le Prix Louis-Philippe-Hébert, arts plastiques (1971-)
- Le Prix Victor-Morin, théâtre (1971-)
- Le Prix Esdras-Minville, sciences sociales (1978-)
- Le Prix Maurice-Richard, excellence sportive (1979-)
- Le Prix Léon-Lortie, sciences (1987-)
- Le Prix André-Guérin, cinéma, vidéo (1990-)
- Le Prix Hélène-Pedneault, féminisme
- Le Prix Chomedey-de-Maisonneuve, personnalité montréalaise
- Le Prix Séraphin-Marion, francophonie hors-Québec
- Le Prix Maurice-Champagne, droits de la personne

### Le prix citron
En 2022, la SSJB a remis un prix citron au Canadien national pour son non respect de la langue française au Québec.

## Structure de l'organisation

### Sections
La Société Saint-Jean-Baptiste de Montréal se divise en 18 sections qui occupent chacune une partie du territoire du Grand-Montréal. Les sections sont formées d'un exécutif de section.
Les sections sont les suivantes : 
- Andrée Ferretti
- Chevalier de Lorimier
- Chomedey-De-Maisonneuve - Jeanne-Mance
- Doris-Lussier
- Henri-Bourassa
- Jacques-Viger
- Laval
- Jean-Olivier-Chénier
- Joseph Marceau
- Louis-Riel
- Ludger-Duvernay (membres à vie)
- Marguerite-Bourgeoys
- Nicolas-Viel
- Ouest-de-l’île
- Pierre-Lemoyne-D’Iberville
- Pierre-Le-Gardeur
- René-Lévesque
- Yves Blais

### Conseil général
La Société Saint-Jean-Baptiste de Montréal est administrée par son Conseil général. Cette instance compte quinze postes, dont cinq sont réservés à des personnes ayant occupé la présidence la Société.

### Conseil jeunesse
Le conseil jeunesse est un comité d’action qui sert à promouvoir les objectifs de la Société Saint-Jean-Baptiste de Montréal chez la jeunesse québécoise.

### La commission des présidents et des présidentes
La commission des présidents et présidentes est constituée des présidents de chaque section. Elle constitue un comité consultatif du conseil général.

### Les organismes affinitaires

#### Fondation pour la langue française
La fondation pour la langue française est un organisme qui œuvre à la promotion de la langue française. Elle a pour objectifs de promouvoir le français comme langue commune au Québec, d’améliorer la qualité de la langue parlée et écrite, de soutenir la recherche sur la langue française et la culture francophone, et de contribuer à la francisation des allophones. Ses activités sont multiples et visent entre autres à rapprocher les nouveaux arrivants à la culture québécoise.
La fondation pour la langue française a officiellement été lancée le 7 octobre 2018 par la Société Saint-Jean-Baptiste. De nombreuses personnalités publiques étaient présentes à son lancement, dont le premier ministre du Québec, François Legault, la mairesse de Montréal Valérie Plante et l’homme d’affaires Pierre Karl Péladeau. D’autres personnalités publiques s’investissent dans la Fondation telles que Dany Laferrière qui en est le président d’honneur, ainsi que Pauline Marois, qui a présidé la campagne de financement de la Fondation.
Pour faire la promotion du français, la Fondation mise sur des activités culturelles telles que les sorties cinéma, théâtre, soirées d’improvisation et visites de musées. Elle agit également par des projets de jumelage entre bénévole et apprenant, de trousses pour la langue, de projets artistiques et de campagnes de promotion de la langue française.
Elle réalise également ses objectifs en développant des partenariats avec des organisations telles qu’Ubisoft, le Cirque du Soleil et la Caisse de dépôt et placement du Québec.
La fondation pour la langue française détient deux fonds. Le fond Langelier pour les projets issus des communautés acadiennes et francophones hors Québec et le Fonds pour la langue française pour les projets réalisés au Québec.